# Servantes de Notre-Dame des Douleurs de Chioggia
Les Servantes de Notre-Dame des Douleurs de Chioggia sont une congrégation religieuse féminine enseignante et hospitalière de droit pontifical. 

## Histoire
La congrégation est fondée en 1873 à Chioggia par le vénérable Emile Venturini et Elise Sambo sous le nom de Filles de Notre Dame des Douleurs. Le règlement préparé par Venturini est approuvé le 23 janvier 1898 par Ludovico Marangoni, évêque de Chioggia et membre des Frères mineurs conventuels.
L'institut se développe rapidement mais, en raison de la Première Guerre mondiale, les sœurs se réfugient en 1917 dans le diocèse de Massa, où elles entrent en contact avec les Servites de Marie. Elles obtiennent l'agrégation à l'ordre des servites le 12 février 1918 par décret du prieur général Alexis-Henri-Marie Lépicier. L'institut reçoit le décret de louange le 21 novembre 1985.

## Activités et diffusion
Les sœurs œuvrent dans les jardins d'enfants et les maisons de retraite, ainsi que dans l'apostolat de la presse.
Elles sont présentes en Italie, au Burundi, en Colombie et au Mexique.
La maison-mère est à Chioggia.
En 2017, la congrégation comptait 87 sœurs dans 15 maisons.